# Marin Kružić
Marin Kružić (Rijeka, 11. rujna 1989.), hrvatski rukometaš. 

## Karijera
Seniorsku karijeru počeo je u Kvarneru iz Kostrene 2004. godine. 2007. godine prešao je u riječki Zamet. Brzo se pokazao da je među najboljim igračima u Zametu. Siječnja 2013. pozvan je na pripreme hrvatske rukometne reprezentacije i trebao je zaigrati protiv Norveške. Par tjedana pred susret Kružić je slomio nos na treningu s reprezentacijom i tjednima nije mogao igrati. 2013. godine prešao je u našički NEXE. U Nexeu je igrao SEHA ligu i u Kupu EHF. 
2015. je godine prešao u vinkovačku Spačvu u kojoj je odigrao sezonu. Kolovoza 2016. najavljeno je da će se vratiti u Zamet. Odigrao je sa Zametom šest susreta u Kupu EHF 2016. godine i postigao 27 pogodaka. Zamet je ispao iz natjecanja u trećem kvalifikacijom krugu od Melsungena-